# 氣管
氣管（trachea）是連接喉部以及肺部的通道，腹側由軟骨環組成，背側由弹性纤维和平滑肌所組成，向上以聲帶為出口，向下分支稱之為支氣管（bronchus）。组成气管的软骨为透明软骨。
Template:Lower respiratory system anatomy